# Har Berech
Har Berech (hebrejsky: הר ברך) je vrch o nadmořské výšce 829 metrů v jižním Izraeli, v pohoří Harej Ejlat.
Nachází se cca 26 kilometrů severně od města Ejlat, cca 9 kilometrů západně od vesnice Elifaz a cca 7 kilometrů od mezistátní hranice mezi Izraelem a Egyptem. Má podobu výrazného odlesněného skalního masivu, jehož svahy spadají do hlubokých údolí, jimiž protékají vádí. Výrazný je zejména sráz na jihovýchodní a východní straně, do údolí vádí Nachal Timna (kde se rozevírá údolí Timna s archeologickými památkami). Vrcholová partie má mírnější terénní modelaci. Na severozápad z ní teče vádí Nachal Berech, na západ Nachal Botem, na sever Nachal Metek. Krajina v okolí hory je členěna četnými skalnatými vrchy. Na severovýchodě je to skalnatý sráz Cukej Timna, na východě Har Timna, na jihu Har Etek, na jihozápadě Har Bosmat. Okolí hory je turisticky využíváno. Vede sem provizorní silnice, poblíž hory prochází Izraelská stezka.